# Claudia Galli
Claudia Josefina Galli Concha (Stoccolma, 3 agosto 1978) è un'attrice e doppiatrice svedese.

## Biografia
È sposata con il regista Manuel Concha dal 2012. È zia dell'attrice Josephine Bornebusch.

## Filmografia
- Skilda världar - serie TV (1997-2002)
- Sista kontraktet - regia di Kjell Sundvall (1998)
- Tusenbröder - serie TV (2007)
- Playa del Sol - serie TV (2007)
- Svensson, Svensson - serie TV (2007-2008)
- Oskyldigt dömd - serie TV (2008)
- Starke Man - serie TV (2010)
- Omicidi tra i fiordi - I gialli di Camilla Läckberg (Fjällbackamorden) - serie TV (2012)

## Doppiaggio
- Vanessa Bloome in Bee Movie
- Patricia in Het Huis Anubis
- Rango
- Marissa Wilson in Spy Kids 4 - È tempo di eroi

## Doppiatori italiani
Nelle versioni in italiano delle opere in cui ha recitato, Claudia Galli è stata doppiata da:
- Daniela Calò  in Omicidi tra i fiordi - I gialli di Camilla Läckberg